# فيليب فرانك
فيليب فرانك (بالألمانية: Philipp Frank )‏ (و. 1884 – 1966 م) هو رياضياتي، وفيلسوف، وفيزيائي، وتربوي، وأستاذ جامعي من النمسا، وألمانيا، ولد في فيينا، كان عضوًا في الأكاديمية الأمريكية للفنون والعلوم، توفي في كامبريدج، ماساتشوستس، عن عمر يناهز 82 عاماً.

## التعليم
تعلم في جامعة فيينا، وتجريبيو فيينا.

## جوائز
حصل على جوائز منها:
- زمالة الجمعية الأمريكية الفيزيائية.